# Carl Magnus Fogelgren
Carl Magnus Fogelgren, född 16 december 1737 i Gränna, död 1781, var en svensk skarprättare i Gränna som den 19 december 1769 avrättade mördaren Bengt Henrik Rosendahl vid Gästgivargården i Ljungby, Småland.
Carl Magnus Fogelgren tillhörde resandefolket och var son till skarprättaren Nils Fogelgren, vars yrke han efterträdde när fadern avled. Han var dotterson till skarprättaren Alexander Meijer i Uppsala. Han gifte sig med soldatdottern Helena Scharf 1759; fem av deras gemensamma barn föddes i Gränna.
Sonen Karl Fredrik Fogelgren (1760-1831) ersatte fadern som skarprättare i Gränna 1781.